# 싯포 (이누야샤)
싯포(일본어 : 七寶)는 타카하시 루미코의 만화 이누야샤와 후속작 반요 야샤히메에 등장하는 인물이다. 애니메이션 성우는 와타나베 쿠미코(일) / 이선호(한)이다.

## 소개
여우 요괴이며 아버지는 뇌수인 비천과 만천 형제에 의해 살해된 후 만천의 복대로 쓰이게 되었다. 이 때문에 비천, 만천 형제에 대한 적대감을 가진 적이 있다.  이누야샤 일행 중 최연소로 사실상 이 작품의 마스코트 역할도 하고 있다. 얼굴은 사람의 모습이지만 몸은 여우의 꼬리와 발을 갖고 있다. 참고로 아버지는 순수 여우의 모습 그대로였다. 
이누야샤와 카고메가 해골이 가득하고 까마귀가 울어대는 음침한 곳에서 식사를 할 때 처음 등장하게 되었다. 이 때 처음으로 이누야샤의 꿀밤을 맞게 되었으며 아버지가 비천, 만천 형제에 의해 살해되고 아버지의 가죽을 만천이 복대로 쓰는 모습을 보게 되자 아버지의 원수를 갚겠다며 울분을 표현하기도 하였다. 한 번은 만천 앞에서 카고메로 위장하여 속이기도 하였다. 
비천, 만천을 물리치고 나서는 이누야샤 일행에 처음으로 합류하여 사혼의 구슬을 찾는 여정에 나서게 된다. 마지막에는 요술 수행을 위해 자주 나가게 된다. 

## 인간관계
이누야샤와는 처음에 그를 자신을 따르는 순종 요괴로 여겼다가 이 때부터 첫 꿀밤을 맞았으며 폭력적이고 멍청하다며 놀리다가 꿀밤을 맞는 일이 잦아진다. 이는 극장판에서도 이어진다. 
카고메와는 일행 중에서 가장 잘 따르는 편으로 그녀가 하는 말에도 잘 따르며 비천, 만천 형제와의 전투를 계기로 친한 사이가 되었다. 이누야샤가 자신의 꿀밤을 때릴마다 항상 카고메 곁에 붙어다닌다. 
그 외에 미로쿠와 산고와는 일행으로서 따르고 있으며 특히 산고가 타고 다니는 키라라와 약간 접점 관계를 맺고있다. 
셋쇼마루나 그의 일행 등과는 별로 접점이 없으며 이누야샤 일행 중 나라쿠와도 접점이 드물다.